# Draft d'espansione NBA 1968
Il draft d'espansione 1968 si è svolto il 6 maggio 1968, per la formazione dei Milwaukee Bucks e dei Phoenix Suns.

## Giocatori selezionati

### Milwaukee Bucks
| Giocatore        | Posizione           | Nazionalità | Squadra precedente     |
| ---------------- | ------------------- | ----------- | ---------------------- |
| Len Chappell     | ala grande          | Stati Uniti | Detroit Pistons        |
| Larry Costello   | playmaker           | Stati Uniti | Philadelphia 76ers     |
| Johnny Egan      | playmaker           | Stati Uniti | Baltimore Bullets      |
| Wayne Embry      | centro/ala grande   | Stati Uniti | Boston Celtics         |
| Dave Gambee      | ala piccola         | Stati Uniti | San Diego Rockets      |
| Gary Gray        | playmaker           | Stati Uniti | Cincinnati Royals      |
| Fred Hetzel      | centro/ala grande   | Stati Uniti | San Francisco Warriors |
| Johnny Jones     | ala grande          | Stati Uniti | Boston Celtics         |
| Bob Love         | /ala grande         | Stati Uniti | Cincinnati Royals      |
| Jon McGlocklin   | guardia/ala piccola | Stati Uniti | San Diego Rockets      |
| Jay Miller       | ala piccola         | Stati Uniti | Atlanta Hawks          |
| Bud Olsen        | centro/ala grande   | Stati Uniti | Seattle SuperSonics    |
| George Patterson | centro/ala grande   | Stati Uniti | Detroit Pistons        |
| Jim Reid         | ala piccola         | Stati Uniti | Philadelphia 76ers     |
| Guy Rodgers      | playmaker           | Stati Uniti | Cincinnati Royals      |
| Tom Thacker      | guardia             | Stati Uniti | Boston Celtics         |
| Bob Warlick      | guardia/ala piccola | Stati Uniti | San Francisco Warriors |
| Bob Weiss        | playmaker           | Stati Uniti | Seattle SuperSonics    |

### Phoenix Suns
| Giocatore        | Posizione           | Nazionalità | Squadra precedente     |
| ---------------- | ------------------- | ----------- | ---------------------- |
| John Barnhill    | playmaker           | Stati Uniti | San Diego Rockets      |
| Em Bryant        | playmaker           | Stati Uniti | New York Knicks        |
| Gail Goodrich    | playmaker           | Stati Uniti | Los Angeles Lakers     |
| Dennis Hamilton  | ala grande          | Stati Uniti | Los Angeles Lakers     |
| Neil Johnson     | ala piccola         | Stati Uniti | New York Knicks        |
| Dave Lattin      | ala grande/centro   | Stati Uniti | San Francisco Warriors |
| Paul Long        | playmaker           | Stati Uniti | Detroit Pistons        |
| Stan McKenzie    | ala piccola/guardia | Stati Uniti | Baltimore Bullets      |
| McCoy McLemore   | ala grande/centro   | Stati Uniti | Chicago Bulls          |
| Bill Melchionni  | playmaker           | Stati Uniti | Philadelphia 76ers     |
| Dave Schellhase  | guardia             | Stati Uniti | Chicago Bulls          |
| Dick Snyder      | ala piccola/guardia | Stati Uniti | Atlanta Hawks          |
| Craig Spitzer    | centro              | Stati Uniti | Chicago Bulls          |
| Bumper Tormohlen | ala grande/centro   | Stati Uniti | Atlanta Hawks          |
| Dick Van Arsdale | ala piccola/guardia | Stati Uniti | New York Knicks        |
| Roland West      | guardia             | Stati Uniti | Baltimore Bullets      |
| John Wetzel      | ala piccola/guardia | Stati Uniti | Los Angeles Lakers     |
| George Wilson    | centro              | Stati Uniti | Seattle SuperSonics    |